# Şalgam suyu

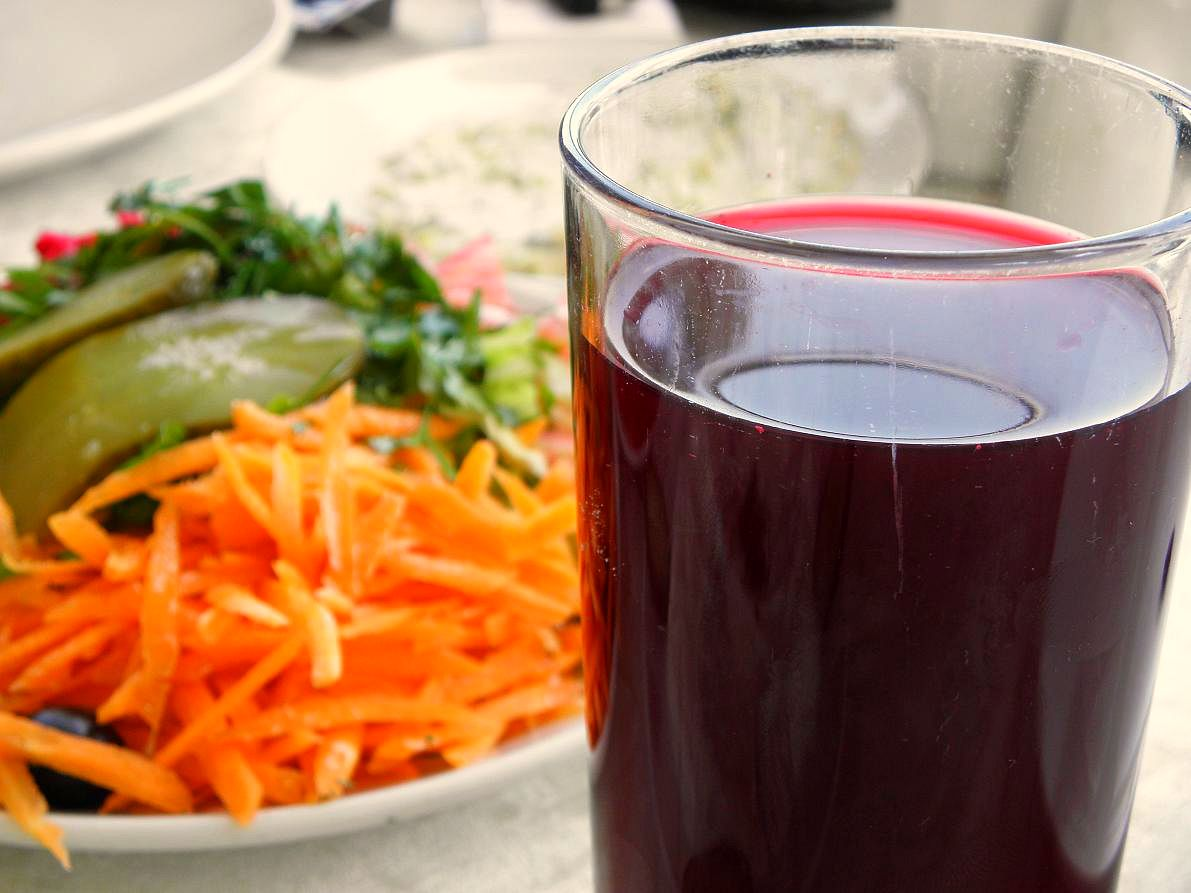
Un vaso de şalgam suyu.

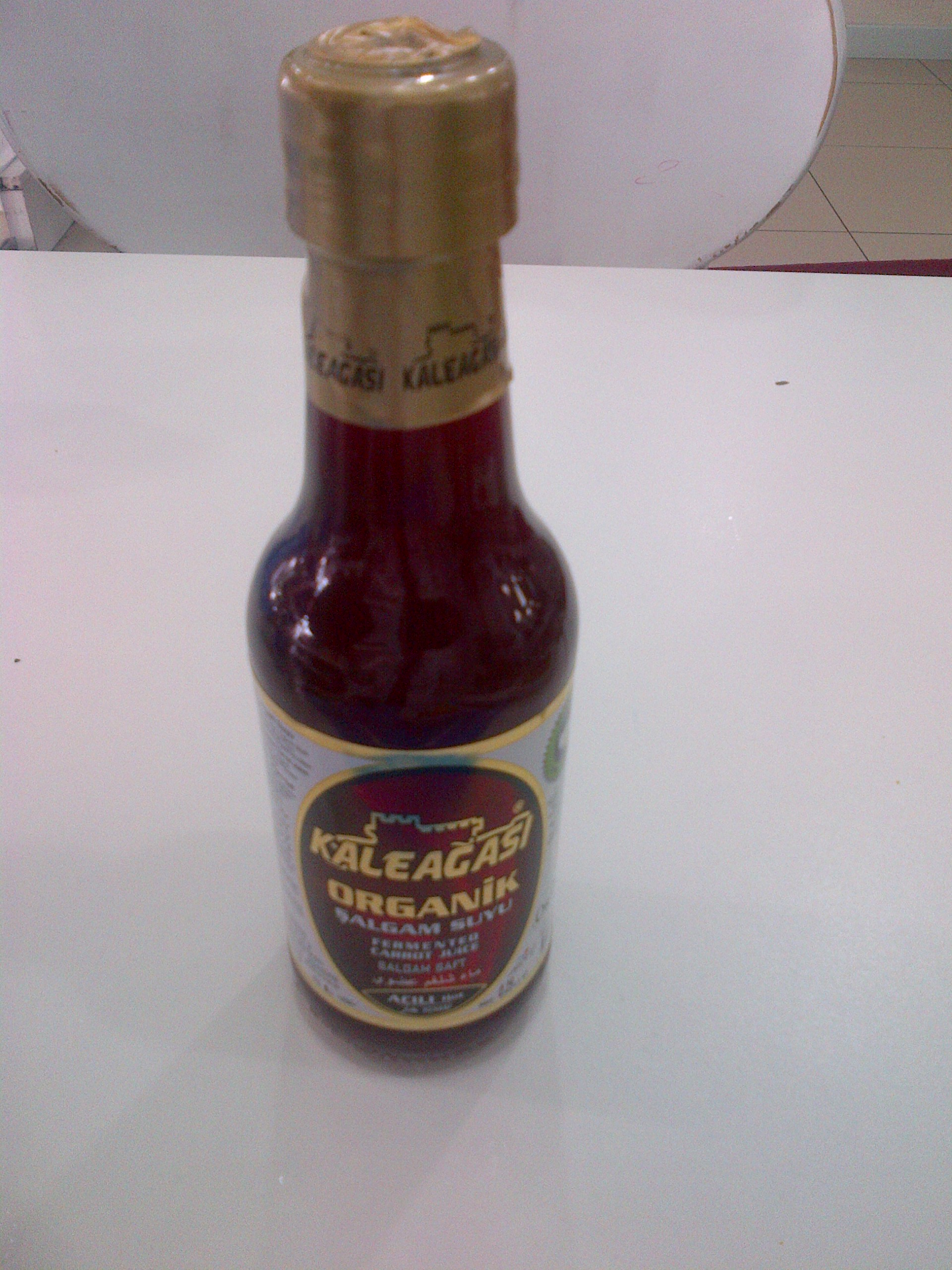
Şalgam suyu, embotellada.

El şalgam suyu (en turco, jugo de colinabo) es una bebida no alcohólica muy popular en el sur de Turquía, que proviene de la ciudad de Adana. Aunque su nombre turco literalmente signifique "jugo de colinabo", es, de hecho, el jugo de escabeches de zanahorias, fuertemente salado, sazonado y condimentado con una especie de colinabo aromático llamado çelem, y fermentado en barriles. Tradicionalmente es servido en frío en vasos grandes, con largas rebanadas de zanahorias negras conservadas en escabeche, llamadas dene (tane o unidades en acento local)
 
. Justo antes de beberlo se le añade pimentón dulce caliente. Es una bebida popular para tomar solo o acompañar los tradicionales kebabs.
El şalgam a menudo se sirve con el licor anisado llamado rakı, no combinado, sino en vasos separados. Popularmente se cree que sirve para curar la resaca.